# Plini
Plini Roessler-Holgate è un chitarrista e compositore australiano.

## Biografia
Comincia la sua carriera pubblicando musica sotto il nome di Halcyon per poi utilizzare il suo nome di battesimo. Steve Vai lo ha descritto come "il futuro dell'esibizione chitarristica eccezionale", e il sito web MusicRadar lo ha nominato come miglior chitarrista progressivo del 2017.
Plini ha pubblicato una trilogia di EP (Other Things e Sweet Nothings nel 2013, The End of Everything nel 2015). Il suo album di debutto, Handmade Cities, che Vai descrive come "uno dei dischi di chitarra strumentale più belli, lungimiranti, melodici, ritmicamente e armonicamente profondi che abbia mai sentito", è stato pubblicato nel 2016. L'EP Sunhead è stato pubblicato nel 2018. Nel 2020 pubblica l'album Impulse Voices.

## Influenze
Grande influenza nello stile musicale di Plini proviene da Jakub Zytecki, Owane, Stefano De Marco, ma soprattutto da Joe Satriani. Plini stesso ha dichiarato in un'intervista: "Ciò che trovo diverso nel modo di suonare di Joe è la sua capacità di creare melodie semplici e accattivanti e di esprimerle in modo così perfetto che non deve fare affidamento su passaggi appariscenti e trucchi interessanti per mantenere interessante il format della canzone strumentale. Spero che un giorno riusciremo a fare una jam assieme!". In un'altra intervista, Plini dichiara che Satriani è stato "estremamente di ispirazione per me ed è veramente piacevole quando la gente lo ritrova nei miei brani".

## Discografia

### Album in studio
- 2016 – Handmade Cities
- 2020 – Impulse Voices

### EP
- 2011 – Pastures (pubblicato come Halcyon)[9]
- 2013 – Other Things
- 2013 – Sweet Nothings
- 2013 – I (split con Sithu Aye)
- 2015 – The End of Everything
- 2018 – Sunhead
- 2023 – Mirage

### Singoli
- 2012 – Moonflower
- 2013 – 1745 7381 3265 2578
- 2013 – Cloudburst
- 2014 – Atlas
- 2014 – Ko Ki
- 2016 – Every Piece Matters
- 2018 – Salt + Charcoal
- 2020 – Birds/Surfers
- 2020 – I'll Tell You Someday[10]
- 2020 – "Papelillo[11]

### Collaborazioni
- "The Argument of Periapsis" Abstraction (Cloudyhead, 2012)
- "Particles Collide" Invent the Universe (Sithu Aye, 2012)
- "Pulse, Pt. 1" Pulse (Sithu Aye, 2014)
- "Sailing Stone" Meridian (The Helix Nebula, 2014)
- "Ode to the Vulture" The Sapling (Trees on Mars, 2014)
- "The Constant" Guiding Light (Skyharbor, 2014)
- "Run" Wishful Lotus Proof (Jakub Zytecki, 2015)
- "Earthshine" Journey to the Stars (Widek, 2015)
- "Water Drops" The Ocean Atlas (Modern Day Babylon, 2015)
- "5:12 AM" Souvenirs (Novelists, 2015)
- "Libra" The Shape of Colour (Intervals, 2015)
- "Decimator" Tearing Back the Veil I: Ascension (Lithium Dawn, 2015)
- "Malaise" (Oceill, 2016)
- "Violet" Tiny, Little Light (Umi, 2016)
- "New Pyramids" The Impressionist (Hedras, 2017)
- "Wounded Wings - feat. Plini" Ruins (Daniel Tompkins of Tesseract, 2020)
- "I Stand Alone" The Ritual (King Mothership, 2020)

### National Live Music Awards
I National Live Music Awards (NLMAs) sono degli importanti riconoscimenti della variegata industria live australiana e celebrano il successo della scena live Australiana. Questi premi nascono nel 2016.
| Anno                               | Candidatura | Premio                     | Risultato |
| ---------------------------------- | ----------- | -------------------------- | --------- |
| National Live Music Awards of 2018 | Plini       | Live Guitarist of the Year | Nominato  |